# Latanoprost
Il latanoprost è un farmaco che come il bimatoprost e il travoprost fa parte degli analoghi delle prostaglandine. Viene impiegato per ridurre la pressione intraoculare in patologie come l'ipertensione oculare e il glaucoma.

## Farmacocinetica
Il latanoprost viene assorbito dalla cornea e completamente idrolizzato alla sua forma attiva acida. Il picco di concentrazione della forma attiva nell'umor acqueo viene raggiunto dopo circa due ore: dopo circa 3-4 ore inizia ad avere effetto l'attività ipotensiva, che raggiunge il suo picco dopo 8-12 ore.
Dopo l'assorbimento nel circolo ematico, il latanoprost raggiunge il fegato dove viene metabolizzato tramite beta ossidazione in acido di 1,2-dinor- e 1,2,3,4-tetranor-latanoprost. L'emivita plasmatica è di soli 17 minuti. I metaboliti vengono escreti tramite i reni.

## Farmacodinamica
Il latanoprost è un profarmaco estereo analogo della prostaglandina F2α che agisce come agonista selettivo del recettore F delle prostaglandine, aumentando il deflusso del liquido intraoculare e quindi riducendo la pressione all'interno dell'occhio.

## Impiego clinico
Il farmaco è indicato nel trattamento nell'ipertensione oculare e nel glaucoma ad angolo aperto e per l'alopecia androgenetica.

## Controindicazioni
Viene sconsigliato l'uso in caso di gravidanza e allattamento e nei pazienti con meno di 18 anni.

## Effetti avversi
Fra gli effetti collaterali si riscontrano cefalea, cataratta, fotofobia, bradicardia, fotofobia, uveite, rash cutaneo, cheratite superficiale puntata.
Si può osservare cambiamento del colore dell'iride.